# Ландекк (округ)
Ландекк (нем. Bezirk Landeck) — округ в Австрии. Центр округа — город Ландекк. Округ входит в федеральную землю Тироль. Занимает площадь 1.594,81 кв. км. Плотность населения 27 человек/кв. км.

## Города и общины

### Города
1. Ландекк (7 336)

### Общины
1. Фагген (280)
2. Фендельс (258)
3. Фис (859)
4. Флис (2 924)
5. Флирш (941)
6. Гальтюр (774)
7. Гринс (1 295)
8. Ишгль (1 489)
9. Каппль (2 586)
10. Каунерберг (344)
11. Каунерталь (593)
12. Каунс (447)
13. Ладис (533)
14. Наудерс (1 536)
15. Петтной-на-Арльберге (1 454)
16. Пфундс (2 488)
17. Пианс (819)
18. Пруц (1 670)
19. Рид (1 212)
20. Санкт-Антон-ам-Арльберг (2 523)
21. Шёнвис (1 654)
22. Зе (1 100)
23. Зерфаус (1 091)
24. Шписс (143)
25. Штанц-Ландек (592)
26. Штренген (1 253)
27. Тобадилль (522)
28. Тёзенс (695)
29. Цамс (3 388)